# 10 000 mètres masculin aux Jeux olympiques d'été de 1992
Navigation
Séoul 1988 Atlanta 1996
L'épreuve du 10 000 mètres masculin aux Jeux olympiques de 1992 s'est déroulée les 31 juillet et 3 août 1992 au Stade olympique de Montjuic de Barcelone, en Espagne.  Elle est remportée par le Marocain Khalid Skah de manière controversée, ayant très probablement triché en parlant avec son compatriote marocain ainsi que bloqué la course du coureur Chelimo.

## Résultats

### Finale
| Rang               | Athlète                 | Pays           | Temps          |
| ------------------ | ----------------------- | -------------- | -------------- |
| Médaille d'or      | Khalid Skah             | Maroc          | 27 min 46 s 70 |
| Médaille d'argent  | Richard Chelimo         | Kenya          | 27 min 47 s 72 |
| Médaille de bronze | Addis Abebe             | Éthiopie       | 28 min 00 s 07 |
| 4                  | Salvatore Antibo        | Italie         | 28 min 11 s 39 |
| 5                  | Arturo Barrios          | Mexique        | 28 min 17 s 79 |
| 6                  | Germán Silva            | Mexique        | 28 min 20 s 19 |
| 7                  | William Koech           | Kenya          | 28 min 25 s 18 |
| 8                  | Moses Tanui             | Kenya          | 28 min 27 s 11 |
| 9                  | Fita Bayisa             | Éthiopie       | 28 min 27 s 68 |
| 10                 | Todd Williams           | États-Unis     | 28 min 29 s 38 |
| 11                 | Paul Evans              | Royaume-Uni    | 28 min 29 s 83 |
| 12                 | Zoltán Káldy            | Hongrie        | 28 min 34 s 21 |
| 13                 | Xolile Yawa             | Afrique du Sud | 28 min 37 s 18 |
| 14                 | Haruo Urata             | Japon          | 28 min 37 s 61 |
| 15                 | António Martins Bordelo | France         | 28 min 47 s 66 |
| 16                 | Armando Quintanilla     | Mexique        | 28 min 48 s 05 |
| 17                 | Richard Nerurkar        | Royaume-Uni    | 28 min 48 s 48 |
| 18                 | Antonio Silio           | Argentine      | 28 min 55 s 20 |
| 19                 | John Halvorsen          | Norvège        | 29 min 53 s 91 |
| —                  | Hammou Boutayeb         | Maroc          | DQ             |

## Légende
Records et Performances
- AR : Record continental (area record)
- CR : Record des championnats (championship record)
- MR : Record du meeting (meet record)
- NR : Record national (national record)
- OR : Record olympique (olympic record)
- PR : Record paralympique (paralympic record)
- PB : Record personnel (personal best)
- SB : Meilleure performance personnelle de la saison (season's best)
- WL : Meilleure performance mondiale de l'année (world leader)
- WJR : Record du monde junior (world junior record)
- WR : Record du monde (world record)

Circonstances et Conditions
- DNF : N'a pas terminé (did not finish)
- DNS : N'a pas pris le départ (did not start)
- DQ : Disqualification (disqualification)
- NM : Aucun essai valable enregistré (No Mark)
- Q : Qualifié « directement » au prochain tour (ou à la prochaine compétition), lors d'une compétition majeure, grâce au classement ou à la réalisation des minima (automatic qualifier)
- q : Qualifié au prochain tour (ou à la prochaine compétition), lors d'une compétition majeure, grâce au repêchage ou à la réalisation de l'une des meilleures performances parmi celles des « non qualifiés directement » (grâce au meilleur temps ou à la meilleure distance par exemple) (secondary qualifier)